# Suffer Island
Pour les articles homonymes, voir Boot Camp.
Pour plus de détails, voir Fiche technique et Distribution.
 Suffer Island (Boot Camp) est un film canadien réalisé par Christian Duguay et sorti en 2008.

## Fiche technique
- Titre original : Boot Camp
- Réalisateur : Christian Duguay
- Scénario : Agatha Dominik, John Cox
- Photographie : Christian Duguay
- Lieu de tournage : Calgary
- Musique : Normand Corbeil
- Montage : Sylvain Lebel
- Durée : 99 minutes
- Dates de sortie : 
  - 2008 (Koweit, Corée du Sud)
  - 2010 (France - sortie DVD)

Genre : thriller, drame

## Distribution
- Mila Kunis : Sophie
- Gregory Smith : Ben
- Peter Stormare : Norman Hail
- Regine Nehy : Trina
- Alejandro Rae : Jack
- Christopher Jacot (en) (VF : Jean-François Cros) : Danny
- Tygh Runyan : Logan
- Matthew Smalley (VF : Alexandre Borras) : Nick
- Colleen Rennison : Ellen
- Lexie Huber (VF : Anne Deleuze) : Marianne

 Source et légende : version française (VF) sur RS Doublage